# USS Hancock (CV-19)
USS Hancock (CV-19) bio je američki nosač zrakoplova u sastavu Američke ratne mornarice i jedan od nosača klase Essex. Bio je četvrti brod u službi Američke ratne mornarice koji nosi ime Hancock. Služio je od 1944. do 1976. godine. Sudjelovao je u borbama u Drugom svjetskom ratu i odigrao značajnu ulogu u Vijetnamskom ratu. Hancock je odlikovan s 4 borbene zvijezde (eng. battle stars – odlikovanje za sudjelovanje u bitkama) za sudjelovanje u bitkama u Drugom svjetskom ratu. Bio je prvi američki nosač zrakoplova koji je imao ugrađene parne katapulte.
Povučen je iz službe 1976. godine i iste godine je prodan kao staro željezo.

### Zajednički poslužitelj
|  | Zajednički poslužitelj ima stranicu o temi USS Hancock (CV-19)    |
|  | Zajednički poslužitelj ima još gradiva o temi USS Hancock (CV-19) |